# Oxynaspis ryukyuensis
Oxynaspis ryukyuensis is een rankpootkreeftensoort uit de familie van de Oxynaspididae. De wetenschappelijke naam van de soort is voor het eerst geldig gepubliceerd in 2012 door Chan & Hayashi.